# Cymonympha xantholeuca
Cymonympha xantholeuca är en fjärilsart som beskrevs av Edward Meyrick 1927. Cymonympha xantholeuca ingår i släktet Cymonympha och familjen spinnmalar. Inga underarter finns listade i Catalogue of Life.